# J-Kwon
Jarrell Jones (San Luis, Misuri, 28 de marzo de 1986), conocido como J-Kwon, es un rapero estadounidense, que alcanzó reconocimiento gracias al éxito, en 2004, del tema «Tipsy».

## Biografía
Cuando tenía 12 años Kwon traficaba con cocaína. Por las noches dormía en casa de amigos o en coches, hasta que fue descubierto por los TrackStarz. Apareció en la escena musical en 2004 con el éxito "Tipsy", su único sencillo significativo hasta la fecha. Fichó por la productora So So Def, productora de Jermaine Dupri, y sacó su primer álbum Hood Hop el cual fue un éxito. Vendiendo 625.000 solo en los Estados Unidos.
También sacó otros sencillos de menor repercusión como "Hood Hop" o "You And Me", canción dedicada a todas sus exnovias. Además, colabora con Bow Wow en el tema "Fresh Azimiz", a pesar de no aparecer en el video (ni el ni JD) y con Andy Milonakis en "Like Dis".
Después de eso casi desapareció del panorama musical. Abandonó So So Def y fundó su productora independiente llamada Hood Hop Records (como su disco y su canción) y en febrero de 2009 sacó su segundo álbum (solo disponible en descarga digitales) Hood Hop 2.  Debido al éxito que ha tenido el disco mediante descargas digitales, Kwon sacó su tercer álbum en julio de ese mismo año titulado Hood Hop 2.5.
El 23 de marzo de 2010 sacó su cuarto álbum (titulado como el mismo) J-Kwon, otra vez por productoras independientes.
Durante el final del 2010 y el principio del 2011 se le declaró desaparecido, e incluso su propia productora indicó que habían perdido contacto con él. Sin embargo poco después apareció vivo y en perfecto estado, declarando que solamente se estaba tomando un tiempo libre.
En junio del 2013 volvió a aparecer en la escena musical cuando lanzó un "diss track" contra los raperos Odd Future y Pusha T, que lo habían insultado previamente.

## Discografía

### Propios
| Año  | Título | Posición | Posición | Posición       | Certificaciones |
| Año  | Título | US       | US R&B   | Top Rap Albums | Certificaciones |
| ---- | --- | -------- | -------- | -------------- | --------------- |
| 2004 | Hood Hop - Lanzado: 6 de abril de 2004 - Prodctora: Arista, So So Def - Formato: CD, LP, descarga digital                            | 7        | 4        | —              | Oro             |
| 2008 | Hood Hop 2 - Lanzado: 17 de febrero de 2008 - Productora: Hood Hop - Formato: Descarga digital                                       | 21       | 8        | —              | -               |
| 2009 | Hood Hop 2.5 - Lanzado: 28 de julio de 2009 - Productora: Hood Hop - Formato: CD, LP, descarga digital                               | —        | 60       | 23             | —               |
| 2010 | J-Kwon - Lanzado: 23 de marzo de 2010 - Prodctora: Hood Hop Music/Gracie Productions/ONE Records - Formato: CD, LP, descarga digital | -        | —        | —              | —               |

### Álbum remix
| Título            | Detalles                                                                                 |
| ----------------- | ---------------------------------------------------------------------------------------- |
| The Tipsy Remixes | - Lanzado: 15 de junio del 2010 - Productora: Hood Hop Music - Formato: Descarga digital |

### Mixtapes
| Título              | Detalles                                                                                |
| ------------------- | --------------------------------------------------------------------------------------- |
| Celebration of Life | - Lanzado: 19 de mayo del 2011 - Productora: Hood Hop Music - Formato: Descarga digital |

## Sencillos

### Propios
| Año  | Canción                                          | U.S. Hot 100 | U.S. R&B | U.S. Rap | UK Singles | Álbum        |
| ---- | ------------------------------------------------ | ------------ | -------- | -------- | ---------- | ------------ |
| 2004 | "Tipsy"                                          | 2            | 2        | 1        | 4          | Hood Hop     |
| 2004 | "You & Me" (featuring Sadiyyah)                  | 58           | 70       | 21       | —          | Hood Hop     |
| 2004 | "Hood Hop"                                       | 101          | 52       | —        | —          | Hood Hop     |
| 2005 | "Get XXX'd" (featuring Ebony Eyez & Petey Pablo) | —            | 95       | —        | —          | XXX 2 B.S.O. |
| 2008 | "Boo Boo"                                        | 53           | 12       | 24       | —          | Hood Hop 2   |
| 2009 | "Fly"                                            | —            | —        | —        | —          | Hood Hop 2.5 |
| 2009 | "Louie Bounce (I Smacked Nikki)"                 | —            | —        | —        | —          | Hood Hop 2.5 |
| 2009 | "Tipsy '09"                                      | —            | —        | —        | —          | Hood Hop 2.5 |

### Colaboraciones
| Año  | Canción                                                    | U.S. Hot 100 | U.S. R&B | U.S. Rap | UK Singles | Álbum  |
| ---- | ---------------------------------------------------------- | ------------ | -------- | -------- | ---------- | ------ |
| 2005 | "Fresh Azimiz" (Bow Wow featuring J-Kwon & Jermaine Dupri) | 23           | 13       | 6        | -          | Wanted |

### Apariciones estelares
| Título             | Año  | Otros artista(s)                                      | Álbum                       |
| ------------------ | ---- | ----------------------------------------------------- | --------------------------- |
| "Ima Pimp"         | 2004 | Rob Gold                                              | Windows 2 a Soul            |
| "Shorty"           | 2004 | O'Ryan                                                | O'Ryan                      |
| "Fresh Azimiz"     | 2005 | Bow Wow, Jermaine Dupri                               | Wanted                      |
| "10 Toes"          | 2005 | Jermaine Dupri, The Kid Slim, Daz Dillinger, Stat Quo | Young, Fly & Flashy, Vol. 1 |
| "Look at Me Shinin | 2006 | Nigga                                                 | Step Up                     |
| "In the Hood"      | 2007 | Chain Gang Parolees                                   | The Game                    |
| "We Came to Party" | 2007 | Sencillo                                              | Nancy Drew                  |